# Hamburg-Ohlsdorf
Hamburg-Ohlsdorf is een stadsdeel van Hamburg-Nord, een district van de Duitse stad Hamburg, en heeft ongeveer 15000 inwoners. Het grondgebied bestaat voor een groot deel uit kerkhoven, met daarnaast de plaats Klein Borstel en het zuidelijk deel van Fuhlsbüttel. De Alster vormt de grens aan de noordwestzijde.

## Geschiedenis
De plaats werd voor het eerst vermeld in 1303 toen Adolf V de jurisdictie toewees aan de familie vom Berge. In 1366 werd het gebied door het Klooster St.Johannis Harvestehude verworven. In de 17e eeuw werd het bij Hamburg gevoegd, als deel van het Landherrenschaft der Geestlande.

## Bezienswaardigheden
- Friedhof Ohlsdorf, een van de grootste ter wereld
- daarnaast het Jüdischer Friedhof Ilandkoppel

## Verkeer

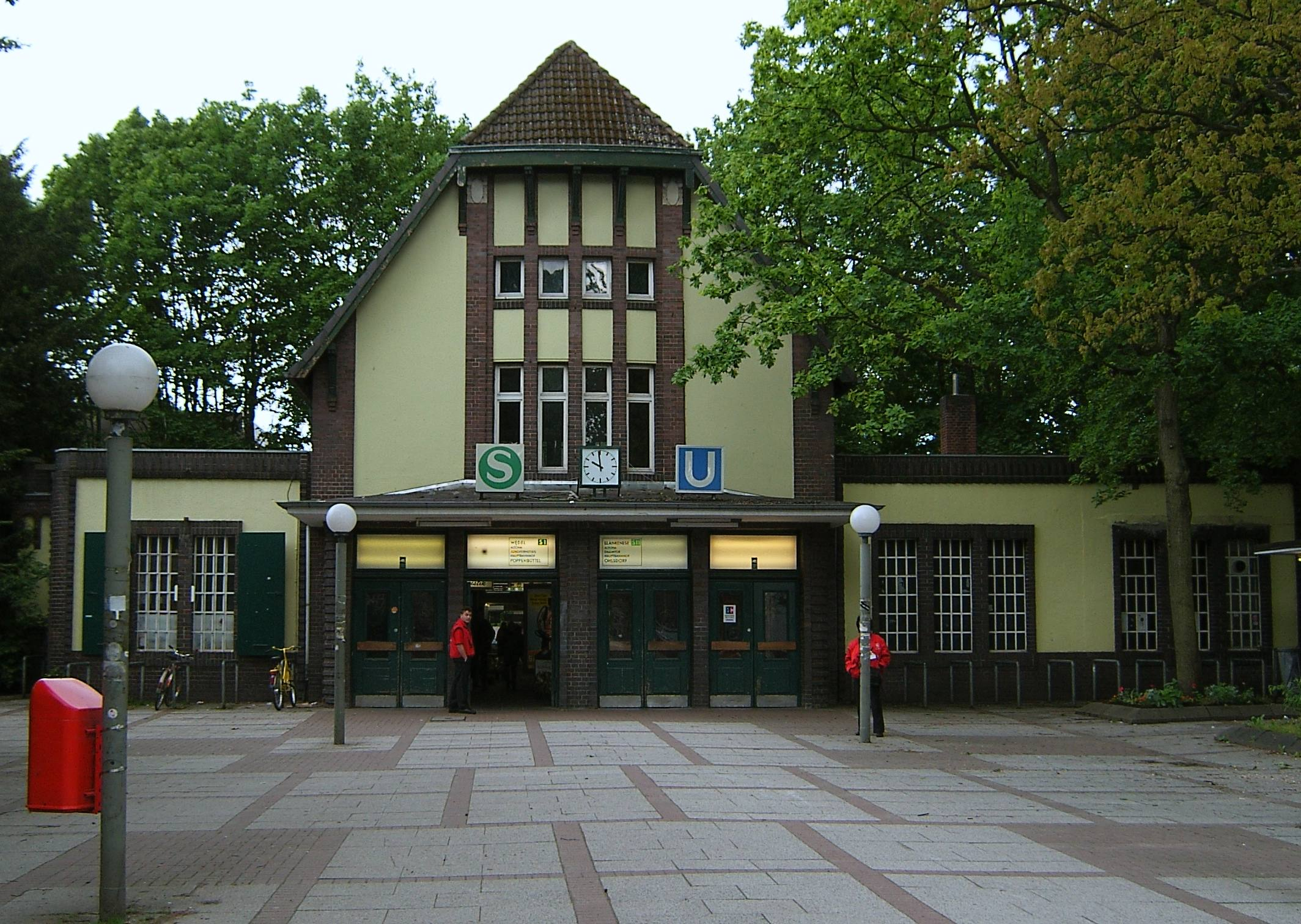
Station Ohlsdorf

Het Station Ohlsdorf is een knooppunt van openbaar vervoer. De S-Bahn heeft hier haar aftakking naar de luchthaven, en tevens aansluiting op de metrolijn (U-bahn) U1